# Kieselbach
Kieselbach is een plaats in de Duitse gemeente Krayenberggemeinde in  Thüringen. De gemeente maakt deel uit van het Wartburgkreis.  Kieselbach wordt voor het eerst genoemd in een oorkonde uit 1155. Het dorp werd in 1994 samengevoegd met Merkers en maakt sinds 2013 deel uit van Krayenberggemeinde.